# Туманность Вестбрука
Туманность Вестбрука (англ. Westbrook Nebula), CRL 618 — несферическая протопланетарная туманность в созвездии Возничего. Туманность образуется под действием звезды, прошедшей стадию красного гиганта и прекратившей ядерные реакции в центральной части. Звезда располагается в центре туманности, выбрасывает газ и пыль со скоростями до 200 км/с. Туманность названа в честь астронома Уильяма Вестбрука, умершего в 1975 году.
Туманность начала образовываться около 200 лет назад, в основном она состоит из молекулярного газа. Внешняя часть туманности является результатом взаимодействия между быстрым биполярным истечением и газом, выброшенным в момент прохождения звездой стадии гиганта асимптотической ветви. Лопасти туманности наклонены под углом 24° к лучу зрения. Энергия, которую излучает туманность, состоит из рассеянного излучения звезды, света компактной области H II вокруг звезды и энергии подвергшегося влиянию ударной волны газа в лопастях туманности.
Звезда в центре туманности предположительно имеет спектральный класс B0 и светимость около 12200 светимостей Солнца.